# 時広ランプ
時広ランプ（ときひろランプ）は、広島県三原市糸崎3・4丁目及び糸崎町にある国道2号三原バイパスのランプである。

## 道路
- 国道2号三原バイパス

## 接続道路
- 三原市道

## 歴史
- 2007年5月28日 : 時広ランプ-中之町ランプ間開通に伴い供用開始
- 2007年10月31日 : 時広ランプ正式供用開始
- 2012年3月24日 : 当ランプに併設して道の駅みはら神明の里がオープン
- 2012年3月31日 : 糸崎ランプ-時広ランプ間開通

## 周辺
- 道の駅みはら神明の里
- 三菱重工業 三原工場
- 三菱三原病院
- 糸崎駅（JR山陽本線）

## 隣
三原バイパス
是国ランプ - 時広ランプ - 中之町ランプ

## 備考
- ランプの名称は以前その付近に存在した時貞町・広友町（ともに2006年8月28日実施の住居表示により消滅）の頭文字を採って付けられた。
- 広島方面のみ出入のハーフランプとなっている（福山方面との出入は東隣の是国ランプを利用）。